# 阿克雷里大學
阿克雷里大學是位於冰島北部阿克雷里的一所大學，2007年1382名學生中有450名都只接受遠程教育，其大學入學人數占全冰島的9%。與同市的可再生能源科學研究院有合作關係。

## 历史
大學主樓始建於1967年， 1987年成立，1988年擁有自己的圖書館，1989年第一屆學生畢業。2000年第一屆護理研究生畢業。

## 院系

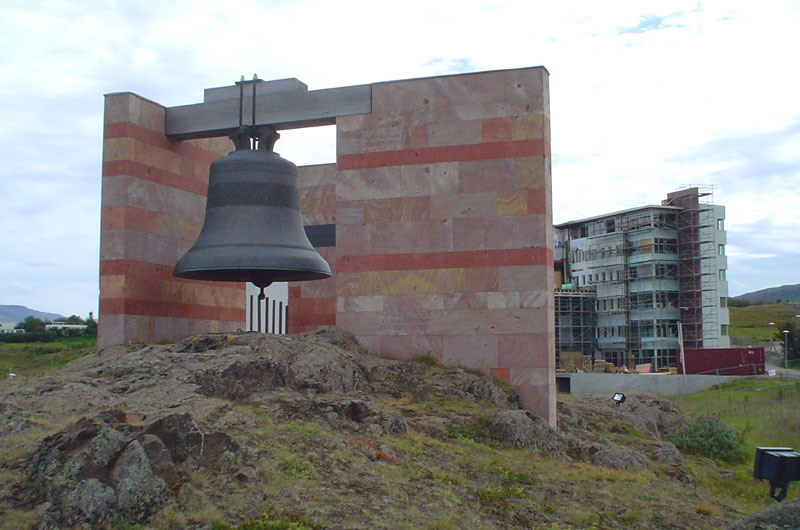
大學校園

- 法律和社會科學系（Félagsvísinda- og lagadeild）
- 健康科學系（Heilbrigðisdeild）
- 教育學系（Kennaradeild）
- 商科和自然科學系（Viðskipta- og raunvísindadeild）

## 外部連結
- Official Website （页面存档备份，存于） (in Icelandic and English)

65°41′08″N 18°07′21″W / 65.6855°N 18.1224°W